# إلوود كاولي
إلوود كاولي هو سياسي كندي، ولد في 2 أغسطس 1944. نشط حزبياً في Saskatchewan New Democratic Party ‏. وقد انتخب عضو المجلس التشريعي في ساسكاتشوان ‏.